# Звучна уметност
Звучна уметност је уметничка активност у којој се звук користи као примарни медиј или материјал. Као и многи жанрови савремене уметности, звучна уметност може бити интердисциплинарна по природи или се користи у хибридним облицима.
У западној уметности, рани примери укључују Интонарумори Луиђија Русола или интонере буке (1913), и накнадне експерименте дадаиста, надреалиста, Ситуационистичке интернационале и у Флукус догађајима и другим дешавањима.
Због разноликости звучне уметности, често се води дебата о томе да ли звучна уметност спада у домен визуелне уметности или експерименталне музике, или обоје. Друге уметничке линије из којих настаје звучна уметност су концептуална уметност, минимализам, специфична уметност, звучна поезија, електро-акустична музика, изговорена реч, авангардна поезија, звучна сценографија и експериментално позориште.

## Порекло појма
Према истраживању Бернхарда Гала, прва објављена употреба термина пронађена је у Something Else Press на насловној страни њиховог Годишњака из 1974. Први назив изложбе у великом музеју био је „Звучна уметност“ из 1979. у Музеју модерне уметности у Њујорку (МоМА), на којој су биле Меги Пејн, Кони Бекли и Џулија Хејворд. Кустос, Барбара Лондон, дефинисала је звучну уметност као „тешње повезану са уметношћу него са музиком, и обично је представљена у музеју, галерији или алтернативном простору“.
Коментаришући изложбу под називом „Звук/уметност“ у Центру за скулптуре у Њујорку 1984. године, историчар уметности Дон Годард је приметио: „Можда се звучна уметност придржава перцепције кустоса Хелермана да је „слух још један облик гледања“, да је звук има значење само када се разуме његова повезаност са сликом. Спој звука и слике инсистира на ангажовању гледаоца, форсирајући учешће у реалном простору и конкретној, одговорној мисли, а не илузионом простору и мисли.“

## Звучна инсталација
Звучна инсталација је интермедијална и временски заснована уметничка форма. То је експанзија уметничке инсталације у смислу да укључује звучни елемент, а самим тим и временски елемент.
Звучне инсталације понекад користе интерактивну уметничку технологију (рачунари, сензори, механички и кинетички уређаји, итд.), али такође могу једноставно да користе изворе звука постављене на различитим тачкама у простору (као што су звучници) или материјале акустичних инструмената као што су клавирске жице које се свирају од стране извођача или публике. У контексту музеја, ова комбинација интерактивне технологије и вишеканалне дистрибуције звучника се понекад назива звучна сценографија.

## Звучна скулптура
Звучна скулптура је интермедијална и временски заснована уметничка форма у којој скулптура или било која врста уметничког објекта производи звук, или обрнуто (у смислу да се звуком манипулише на такав начин да се створи скулптура за разлику од временске форме или масе). Уметници звучних скулптура су најчешће били или визуелни уметници или композитори, који нису започели директно стварање звучне скулптуре.
Киматика и кинетичка уметност утицале су на звучну скулптуру.
Уметник звука и професор уметности на Универзитету Клермонт, Мајкл Брустер описао је своја дела као „Акустичне скулптуре“ још 1970. Грејсон је описао звучну скулптуру 1975. као „интеграцију визуелне форме и лепоте са магичним, музичким звуцима кроз партиципативно искуство“.

### Звучне скулптуре са чланцима на Википедији
- Морске оргуље
- Мост Голден Гате#Ветар